# GSC3973-1408
GSC3973-1408 — хімічно пекулярна зоря спектрального класу A0, що має видиму зоряну величину в смузі V приблизно 10,8.